# هانس-پیتر کوپه
هانس-پیتر کوپه (انگلیسی: Hans-Peter Koppe؛ زادهٔ ۲ فوریهٔ ۱۹۵۸) قایقران روئینگ اهل آلمان شرقی بود.